# Tranwell and High Church
Tranwell and High Church var en civil parish 1866–1894 när det uppgick i Tranwell och Morpeth, i grevskapet Northumberland i England. Civil parish var belägen 2 km från Morpeth och hade 73 invånare år 1891. Det inkluderade Tranwell.